# GNU Debugger

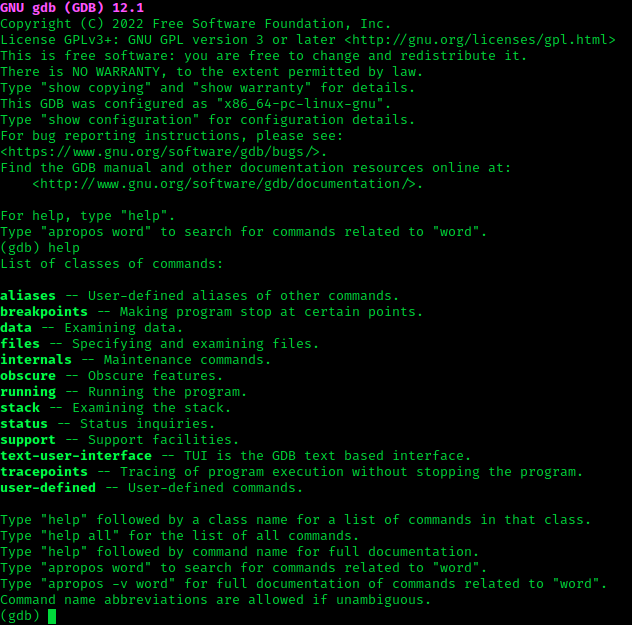
GNU Debugger

Trình gỡ lỗi GNU (GNU Debugger) hay còn gọi là GDB là một chương trình gỡ lỗi chuẩn cho hệ thống phần mềm GDB. Nó là một trình gỡ lỗi di động có thể chạy trên nhiều hệ điều hành dạng Unix và có thể dùng cho nhiều ngôn ngữ lập trình như Ada, C, C++, Objective-C, Free Pascal, Fortran, Java, OpenGL, D, Rust, ...

### Lịch sử
GDB được tạo ra bởi Richard Stallman vào năm 1986 như là một phần của hệ thống GNU. Nó là một phần mềm tự do được công bố theo giấy phép GNU.

## Thông tin kỹ thuật

### Một vài ví dụ về câu lệnh
| gdb program           | gỡ lỗi cho program (gọi từ shell) |
| run -v                | chạy chương trình với tùy chọn v  |
| bt                    | back trace                        |
| info registers        | dump all registers                |
| disass $pc-32, $pc+32 | disassemble                       |